# Pseudophiline
Pseudophiline is een geslacht van weekdieren uit de klasse van de Gastropoda (slakken).

## Soorten
- Pseudophiline acuticauda (Gonzales & Gosliner, 2014)
- Pseudophiline hayashii Habe, 1976